# Anushavan Sahakian
Anushavan Sahakian –en armenio, Անուշավան Սահակյան– (23 de enero de 1972) es un deportista armenio que compitió en lucha libre. Ganó una medalla de oro en el Campeonato Europeo de Lucha de 1994, en la categoría de 57 kg.

## Palmarés internacional
| Campeonato Europeo | Campeonato Europeo | Campeonato Europeo | Campeonato Europeo |
| Año                | Lugar              | Medalla            | Categoría          |
| ------------------ | ------------------ | ------------------ | ------------------ |
| 1994               | Roma (Italia)      | Medalla de oro     | 57 kg              |